# Nibylis pampasowy
Nibylis pampasowy, lisoszakal, lis pampasowy, aguraszi, lis Azary (Lycalopex gymnocercus) – gatunek drapieżnego ssaka z rodziny psowatych (Canidae).
Nazwa rodzajowa: gr. λυκος lukos „wilk”; αλωπηξ alōpēx, αλωπεκος alōpekos „lis”. Epitet gatunkowy: gr. γυμνος gumnos „goły, nagi”; κερκος kerkos „ogon”.
Nibylis pampasowy przypomina nibylisa andyjskiego, ale jest mniejszy i ma czarne zaznaczenie na pysku. Zamieszkuje pampasy, półpustynie, obszary leśne, wrzosowiska i góry na obszarze środkowej części Ameryki Południowej, dochodząc na południe aż do północnych krańców wyżyny Patagonskiej. Odznacza się szarą, krótką ale gęstą sierścią z czarnym nalotem na grzbiecie, przechodzącą w biel po spodniej stronie ciała. Lis pampasowy prowadzi nocny tryb życia, a dzień spędza wśród skał, w starych wypróchniałych pniach lub opuszczonych norach innych ssaków. Odżywia się gryzoniami, królikami, jaszczurkami, żabami, krabami, owocami i resztkami zdobyczy jaguara.
W zaopatrywaniu młodych, których jest 3–5 w jednym miocie, bierze udział również samiec. Lis pampasowy cechuje się kilkoma ciekawymi zachowaniami. Gdy poczuje zagrożenie udaje martwego, znany jest również z tego, że zbiera części różnych niejadalnych przedmiotów i układa je w stosy bądź zanosi do nory. Aguraszi może dożywać 13 lat.
W Czerwonej księdze gatunków zagrożonych Międzynarodowej Unii Ochrony Przyrody i Jej Zasobów został zaliczony do kategorii LC (niższego ryzyka). Gatunek ten jest objęty konwencją waszyngtońską CITES (załącznik II).